# Disjunkce (fytogeografie)
Disjunkce ve fytogeografii je území mezi subareály disjunktivního areálu. Jedná se vlastně o přerušení areálu, ve kterém se daný taxon nebo taxony nevyskytují. Disjunkce bývá často větší než samotný areál. Disjunkce může být marinní, oceánická či terestrická. Disjunkce nejčastěji vzniká působením biotických a abiotických činitelů. Při působení antropických činitelů vznikají disjunkce druhotné. Disjunkce se dále dělí na interkontinentální a disjunkci kontinentální.

## Rozdělení disjunkcí
Disjunkce, resp. disjunktivní areály se dělí na primární a sekundární.

### Primární disjunkce
- arktoalpínská
- evropsko-altajská
- evropsko-východoasijská
- středoevropsko-kavskazská
- mediteránní
- pontická
- severoatlantská
- holoarktická
- severopacifická
- pantropická
- paleotropická
- jihoatlantská
- holantarktická
- bipolární

## Sekundární disjunkce
Sekundární disjunkce vznikají působením člověka. Zpravidla se jedná o zavlečení druhu z oblasti hojného výstkytu do oblasti, kde se druh nebo taxon přirozeně nevyskytuje. Je to např. případ vřesu obecného (Calluna vulgaris) a třezalky tečkované (Hypericum perforatum) zavlečených z Evropy do Střední Ameriky; sítinu tenkou (Juncus tenuis) zavlečenou naopak z Ameriky do Evropy či známou invazní rostlinu netýkavku malokvětou (Impatiens parviflora) zavlečenou do Evropy ze Střední Asie.

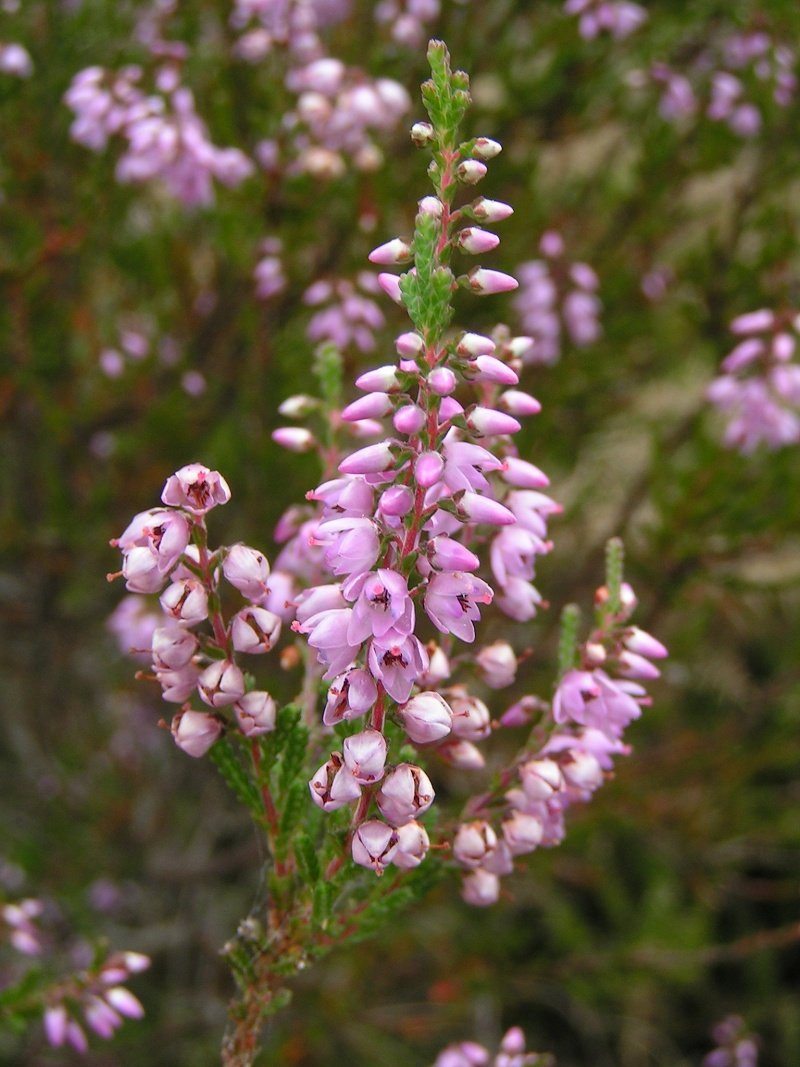
Kvetoucí vřes obecný
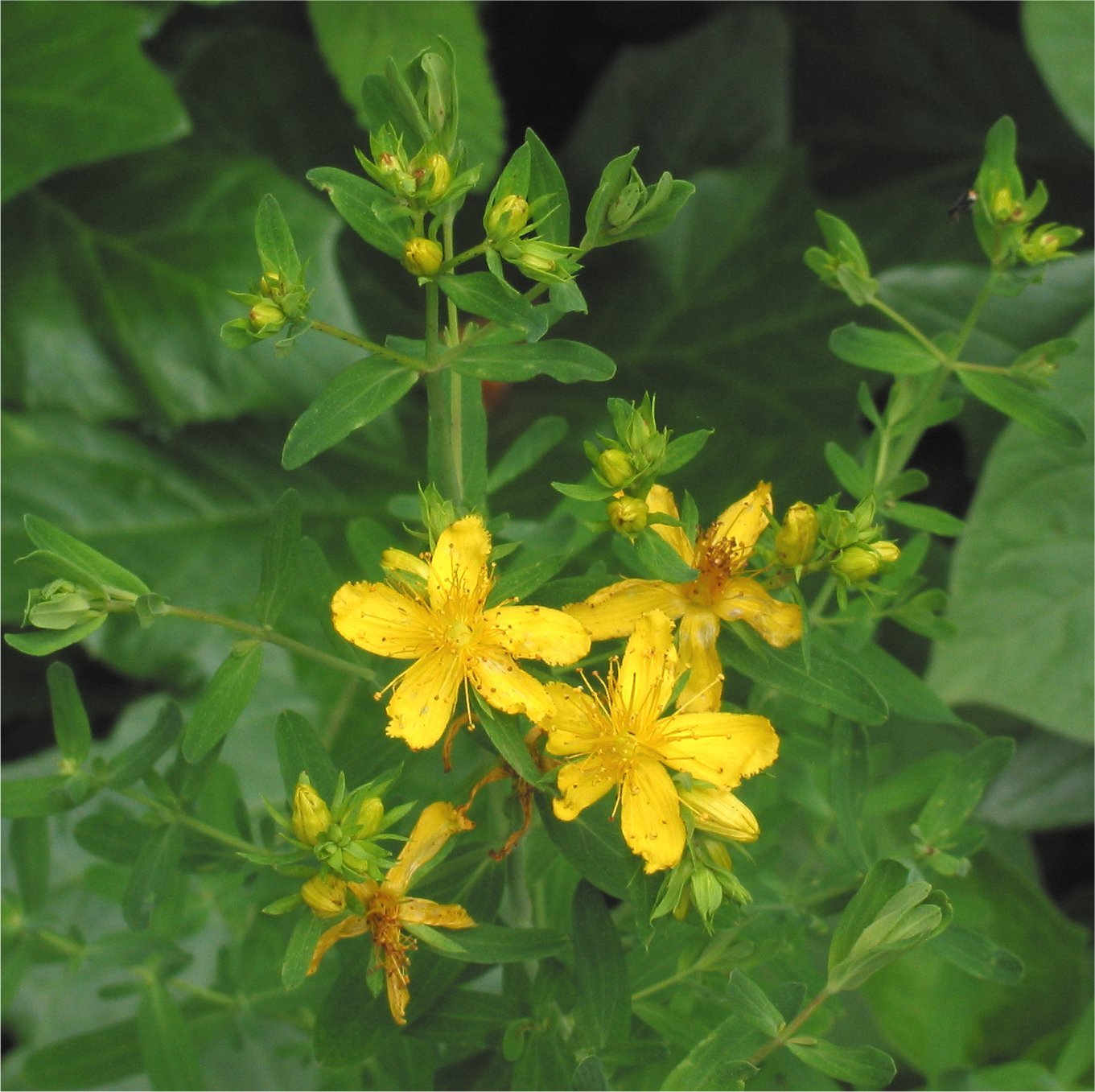
Kvetoucí třezalka tečkovaná
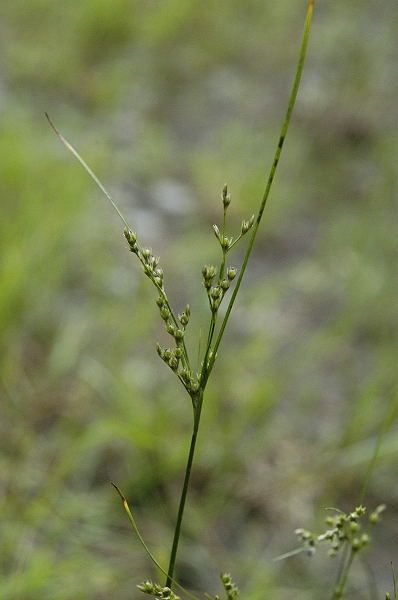
Květenství sítiny tenké
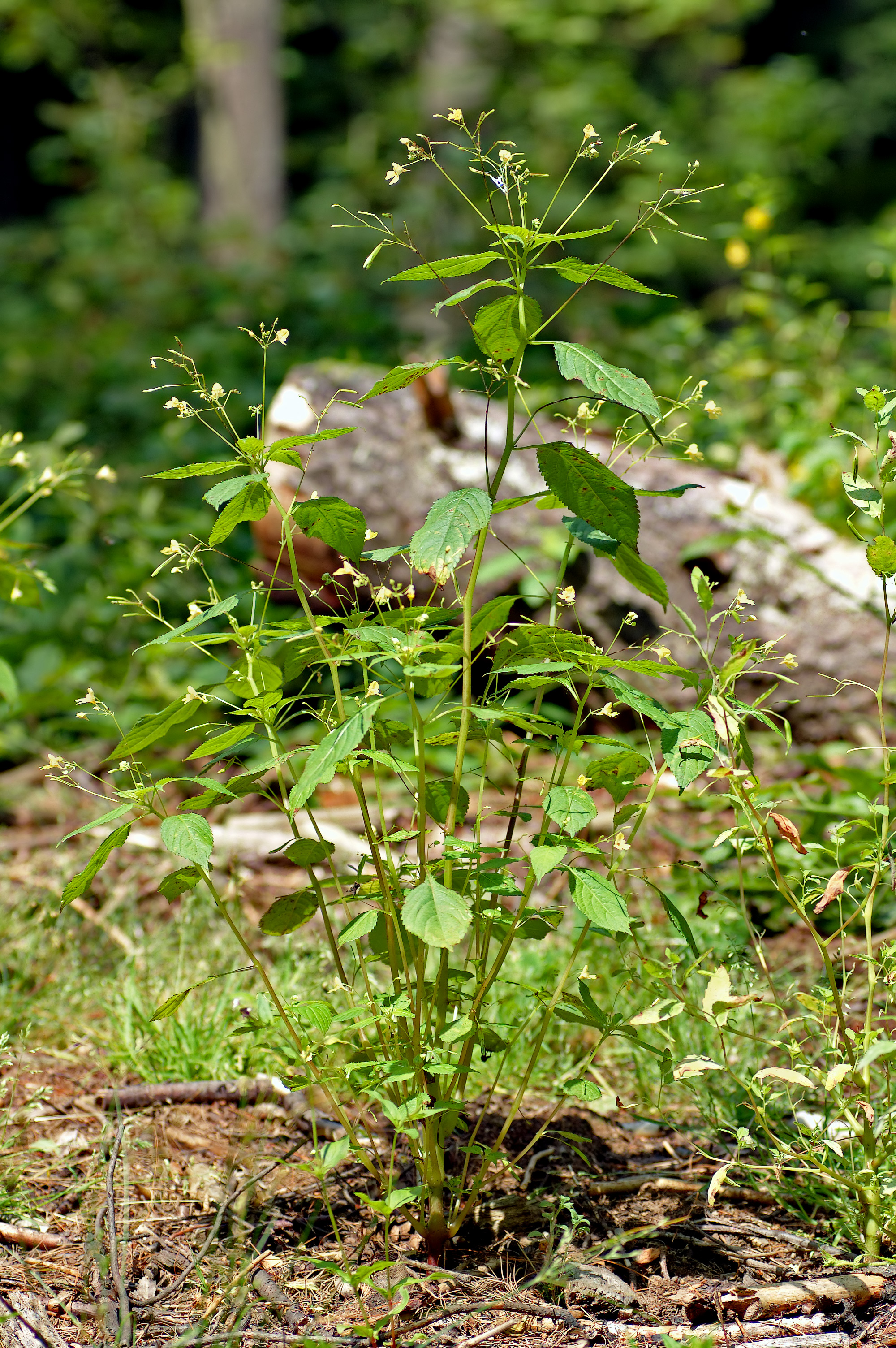
Netýkavka malokvětá (Impatiens parviflora)